# Этнолект
Этноле́кт — лингвистический термин, обозначающий разновидность речи (язык, диалект, субдиалект), связанную с опредёленной этнической группой. Этнолект может представлять собой диалект языка или даже не иметь принципиальных отличий от литературной формы языка, однако носители этнолекта обычно считают себя иным народом, чем тот, по названию которого назван язык. Возможно и такое явление, как отсутствие единого литературного языка при наличии нескольких этнолектов, различия между которыми невелики и допускают практически полное взаимопонимание носителей. При отсутствии единого литературного языка усреднённая форма языка, используемая для общения между носителями разных этнолектов, называется «койне».
Этот термин впервые был использован для описания одноязычного английского языка потомков европейских иммигрантов в Буффало, штат Нью-Йорк. Термин этнолект в североамериканской социолингвистике традиционно использовался для описания английского языка этнических групп иммигрантов из неанглоязычных регионов. Лингвистически этнолект характеризуется субстратным влиянием со стороны L1, результатом перехода от двуязычия к английскому монолингвизму.

## Обзор
Идея этнолекта связана с языковой вариативностью и этнической идентичностью. Согласно Джошуа Фишману, социологу языка, процессы языковой стандартизации и национализма в современных обществах создают связи между языком и этнической принадлежностью заметными для пользователей.
Этническая принадлежность может влиять на языковую вариативность способами, отражающими социальный аспект использования языка. То, как этнические группы взаимодействуют друг с другом, определяет их использование языка. Этнолекты характеризуются ярко выраженными признаками, отличающими их от стандартной разновидности языка, на котором говорят носители данного языка. Эти особенности могут быть связаны либо с лексическими, синтаксическими, фонетическими и/или просодическими особенностями этнолекта. Такое языковое различие может быть важным в качестве социальных маркеров для конкретной этнической группы.

## Типы этнолектов
Этнолектные разновидности можно далее подразделить на два типа. Один тип характерен для конкретной группы, где язык большинства, используемый в настоящее время носителями языка, подвержен влиянию с точки зрения лексики, грамматики, фонологии и просодии языка меньшинства, связанного с их этнической группой, но больше не используется активно. Примеры включают еврейский американский английский, немецкий австралийский английский и афроамериканский английский.
Другой тип называется мультиэтнолектом, потому что несколько групп меньшинств используют его коллективно, чтобы выразить свой статус меньшинства и/или как реакцию на этот статус, чтобы обновить его. В некоторых случаях члены доминирующей (этнической) группы, особенно молодые люди, разделяют его с этническими меньшинствами в ситуации «пересечения языков», чтобы выразить новый вид групповой идентичности. Примеры включают кицдойч, лондонский мультикультурный английский и сингапурский английский.

## Назначение

### Установление отличительных особенностей
Использование этнолектов позволяет носителям языка определить свое социальное положение и помогает им построить свою идентичность. Подписавшийся на языковые особенности, обычно ассоциируемые с определенной этнической группой, работают либо на присоединение, либо на дистанцирование от конкретной этнической группы.
Установление этнической идентичности посредством языка не обязательно является единичным явлением. Исследования выявили носителей языка, которые объединили языковые особенности отдельных сообществ вместе, чтобы создать смешанную этническую группу. Было обнаружено, что афроамериканцы в сельских районах западной части Северной Каролины перенимают в своей речи как местное произношение, так и лексику AAVE. У итальянцев во втором поколении живущих в Канаде в Торонто были зафиксированы сдвиги гласных при произношении, который напоминает как итальянское, так и местное произношение.

### Облегчение коммуникации
Этнолекты также могут служить коммуникативной цели в межпоколенческом контексте. Распространенные в семьях мигрантов неанглоязычного происхождения этнолекты могут использоваться молодым поколением для общения со старшими. Это использование этнолектов может быть одновременным или заменять язык сообщества. Было обнаружено, что говорящие считают, что использование этнолекта облегчает общение со старшими поколениями.
Использование этнолекта может также касаться двуязычного общения в семье, где существует разрыв в языке, который используют родители и их дети. Дети, чей родной язык отличается, могут перенимать термины из этнолекта своих родителей. Эти две разновидности в данном случае могут символизировать множественную идентичность говорящего.

## Примеры
Ниже перечислены несколько примеров этнолектов, причем некоторые лингвистические особенности, которые они отображают, выделены. Эти отличительные лингвистические особенности присутствуют в таких областях, как фонетика, грамматика, синтаксис и лексика. Они обычно вызываются влиянием другого языка его носителей.
- американский, британский, австралийский, ирландский и другие варианты английского языка
- сербский, хорватский, боснийский, черногорский языки в бывшей Югославии (с принятым сербскохорватским языком как общей литературной нормой)
- караимский, крымчакский, урумский языки — как этнолекты крымскотатарского языка
- таджикский язык и дари — как этнолекты персидского языка
- хинди и урду — индусская и мусульманская формы (койне называется «хиндустани»)
- в Болгарии македонский язык принято рассматривать как этнолект болгарского языка (македонцы с такой позицией обычно не согласны)
- молдавский язык как этнолект румынского языка.
- Дагестанский русский язык.